# Michotamia compedita
Michotamia compedita är en tvåvingeart som först beskrevs av Christian Rudolph Wilhelm Wiedemann 1828.  Michotamia compedita ingår i släktet Michotamia och familjen rovflugor. Inga underarter finns listade i Catalogue of Life.